# کژژانووک
کژژانووک (به لهستانی:  Krzyżanówek) یک روستا در لهستان است که در گمینا کژژانوو واقع شده‌است.
 کژژانووک  ۲۰۰ نفر جمعیت دارد.